# Jean Ravoninjanahary
Jean Fidele Ravoninjanahary – madagaskarski zapaśnik walczący w stylu wolnym. Zajął siódme miejsce na igrzyskach afrykańskich w 1995. Czwarty na mistrzostwach Afryki w 1997. Wicemistrz igrzysk frankofońskich w 1994. Złoty medalista igrzysk Wysp Oceanu Indyjskiego w 1998 i brązowy w 1990 roku.